# 恩里科·费米研究所
恩里科·费米研究所（英語：Enrico Fermi Institute，简写：EFI），是芝加哥大学下属的一家跨学科研究机构。研究所的所有教职人员均在芝加哥大学以下一个或多个系里兼任其它职务：物理系、天文和天体物理系、化学系、地球物理系和数学系。

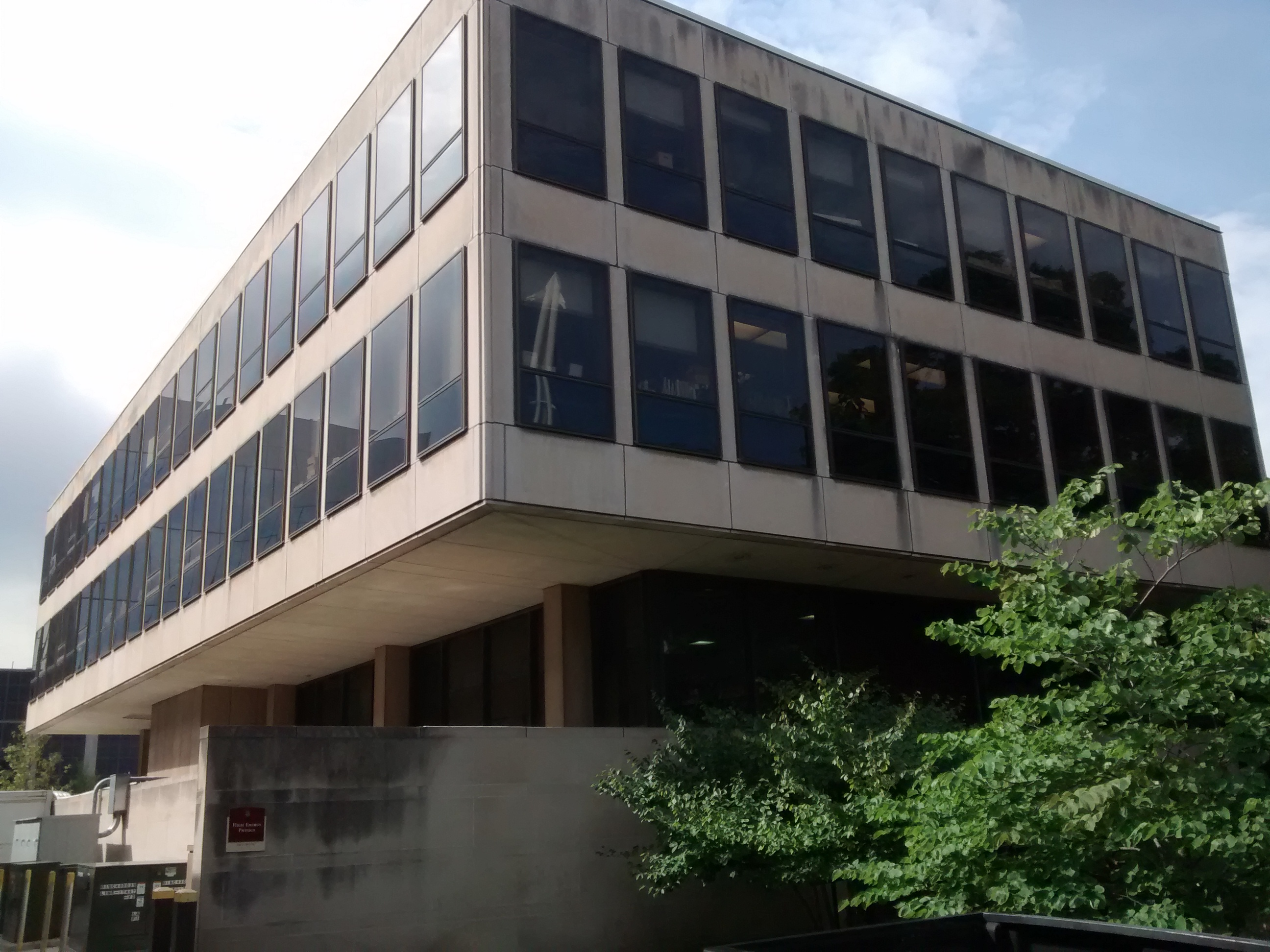

该研究所在1945年9月成立时的名称是“核子學術研究所”（Institute for Nuclear Studies），由Samuel King Allison担任首任所长。恩里科·费米在研究所任教授。1954年费米逝世后，为表达对这位杰出物理学家的尊敬，该研究所于1955年11月20日更名为“恩里科·费米核子學術研究所”（Enrico Fermi Institute for Nuclear Studies）；又于1968年1月改为现名。

## 主要研究领域
- 粒子、场论和高能物理（理论与实验）[3]
- 天体物理（理论与实验）、宇宙学
- 广义相对论
- 电子显微镜
- 离子显微镜、二次离子质谱
- 地球化学、宇宙化学、核化学

## 著名研究员
- 恩里科·费米
- 哈罗德·尤里
- 詹姆斯·克罗宁
- 南部阳一郎